# キングコング (1976年の映画)
『キングコング』（King Kong）は、1976年のアメリカ合衆国のモンスター・アドベンチャー映画。1933年の同名映画のリメイク版だが時代設定は公開当時の1970年代になり、コングがよじ登るビルは当時シアーズ・タワーに次いで世界第2位の超高層ビルだった世界貿易センタービルに変更された。ジョン・ギラーミンが監督、ディノ・デ・ラウレンティスがプロデューサーを務め、ジェフ・ブリッジス、チャールズ・グローディン、ジェシカ・ラングが出演している。
映画は興行的な成功を収め、アカデミー特別業績賞を受賞し、アカデミー撮影賞とアカデミー録音賞にノミネートされた。1986年には続編『キングコング2』が公開された。

## ストーリー
石油会社のフレッド・ウィルソンは新たな油田を開拓するため、南太平洋の未開の島に探索に向かう。その話を聞き付けた動物学者のジャック・プレスコットは、島に存在すると伝わる謎の生物を探索するためフレッドの船で密航する。航海の途中、フレッドの船は嵐に遭い漂流していた女優のドワンを救助し島の探索に加わる。
島に到着したフレッドたちは上陸して油田を探索するが、その途中で巨大な壁とそこに暮らす原住民の集落を発見する。原住民たちはドワンを見付けると、「島の神コングへの生贄として差し出せ」と要求した。フレッドとジャックは要求を断り船に戻るが、その夜に原住民がドワンを連れ去ってしまう。ジャック達は銃を持ちドワンを取り戻しに向かうが、既に彼女はコングと共に森の中に姿を消していた。ジャック達はコングの後を追うが返り討ちに遭い、ジャックを残して仲間が谷底に突き落とされ全滅してしまう。ジャックは一人でドワンを助けに向かい、コングが大蛇と格闘している隙にドワンを助け出し集落に戻る。一方、フレッドは油田を発見するが、その石油は未成熟で使い物にならないことを知り落胆する。フレッドは石油を諦め、コングを捕獲して見世物にすることで一儲けしようと企み、コングを捕獲してアメリカに連れ帰った。
ニューヨークに戻ったフレッドはコングを見世物にするが、ジャックは彼のやり方に反発する。ドワンも後ろめたさを感じたものの、念願の女優デビューを果たすためフレッドに従ったが、彼女がマスコミに囲まれている姿を見たコングは鎖を引き千切り暴れ出す。コングはフレッドを踏み潰し、ニューヨークの街中を暴れ回り、ドワンを捕えた直後に世界貿易センタービルに登り出す。アメリカ軍は火炎放射器を使ってコングを攻撃し、ジャックとドワンはコングを助けるためビルに向かう。コングは火炎放射器隊を撃退するが、続くヘリコプター隊の機銃掃射を受け重傷を負う。コングはドワンを守るために彼女を足元に降ろしてヘリコプター隊に立ち向かうが、致命傷を負ってビルの頂上から落下し息絶えた。

## キャスト
| 役名                   | 俳優                     | 日本語吹替 | 日本語吹替           | 日本語吹替   | 日本語吹替                                                                                              | 日本語吹替 |
| 役名                   | 俳優                     | 劇場公開版 | テレビ朝日旧版       | フジテレビ版 | 日本テレビ版                                                                                            | テレビ朝日新版 |
| ---------------------- | ------------------------ | ---------- | -------------------- | ------------ | --- | --- |
| ジャック・プレスコット | ジェフ・ブリッジス       |            | 新克利               | 寺田誠       | 大塚明夫                                                                                                | 山路和弘 |
| フレッド・ウィルソン   | チャールズ・グローディン | 堀勝之祐   | 大塚周夫             | 小林勝彦     | 佐古正人                                                                                                | 菅生隆之 |
| ドワン                 | ジェシカ・ラング         |            | 宗形智子             | 上田みゆき   | 水谷優子                                                                                                | 田中敦子 |
| ロス船長               | ジョン・ランドルフ       |            | 金井大               | 塩見竜介     | 吉水慶                                                                                                  | 村松康雄 |
| バグリー               | ルネ・オーベルジョノワ   |            | 納谷六朗             | 村越伊知郎   | 納谷六朗                                                                                                | 牛山茂 |
| ボアン                 | ジュリアス・ハリス       |            | 田中康郎             | 増岡弘       | | |
| ジョー・ペルコ         | ジャック・オハローラン   |            | 飯塚昭三             |              | | |
| サンフィッシュ         | デニス・フィンプル       |            | 石森達幸             |              | | |
| カーナハン             | エド・ローター           |            | 大木民夫             | 青野武       | 若本規夫                                                                                                | |
| ガルシア               | ホルヘ・モレノ           |            |                      |              | | |
| ティモンズ             | マリオ・ガロ             |            | 村山明               |              | | |
| 船のコック             | ジョン・ローン           |            |                      |              | | |
| 陸軍大将               | ギャリー・ヴァルベルグ   |            | 藤本譲               |              | | |
| 市の職員               | ジョン・エイガー         |            | 大木民夫             | 糸博         | | |
| 仮面の男               | ケニー・ロング           |            |                      |              | | |
| ペトロックス会長       | シド・コンラッド         |            |                      |              | | |
| パイロット             | ジョージ・ホワイトマン   |            |                      |              | | |
| 空軍大将               | ウェイン・ヘフリー       |            |                      |              | | |
| キングコング（声）     | ピーター・カレン         |            |                      |              | | |
| 不明 その他            | N/A                      |            | 山口健 榊光政 徳丸完 |              | 郷里大輔 亀井三郎 茶風林 大山高男 秋元羊介 津田英三 島香裕 小室正幸 古田信幸 稀代桜子 小林早苗 岡村明美 | 中村秀利 大友龍三郎 多田野曜平 辻つとむ 岩田安生 檀臣幸 安井邦彦 大川透 有本欽隆 坂口賢一 小山武宏 青羽剛 石井隆夫 大原康裕 彩木香里 佐藤ゆうこ |

- テレビ朝日旧版：初回放送1979年2月4日『日曜洋画劇場』21:00～23:24 ※BD収録（約120分）
- フジテレビ版：初回放送1980年8月8日『ゴールデン洋画劇場』20:00～22:54 ※BD収録（ノーカット）
- 日本テレビ版：初回放送1992年2月21日『金曜ロードショー』21:00～22:52
- テレビ朝日新版：初回放送1998年8月16日『日曜洋画劇場』21:12～23:04 (約93分)

## スタッフ
- 監督：ジョン・ギラーミン
- 製作：ディノ・デ・ラウレンティス
- 製作総指揮：フェデリコ・デ・ラウレンティス
- 原作：ジェームズ・アシュモア・クリールマン、ルース・ローズ、メリアン・C・クーパー、エドガー・ウォーレス
- 脚本：ロレンツォ・センプル・ジュニア
- 音楽：ジョン・バリー
- 撮影：リチャード・H・クライン
- 編集：ラルフ・E・ウィンタース

### 日本語版
- 日本語字幕：木原たけし（NHK-BS2版）

|                  | 劇場公開版 | テレビ朝日旧版         | フジテレビ版 | 日本テレビ版      | テレビ朝日新版 |
| ---------------- | ---------- | ---------------------- | ------------ | ----------------- | -------------- |
| 演出             |            | 春日正伸               |              | 伊達康将          | 福永莞爾       |
| 翻訳             |            | 進藤光太               | 山田実       | 木原たけし        | たかしまちせこ |
| 調整             |            | 山田太平               |              |                   | 阿部佳代子     |
| 効果             |            | 赤塚不二夫 PAG         |              | リレーション      | リレーション   |
| 録音             |            |                        |              | スタジオユニ      |                |
| 担当             |            |                        |              | 小柳剛 神部宗之   |                |
| プロデューサー補 |            |                        |              | 宮下政子          |                |
| プロデューサー   |            | 圓井一夫               |              | 金井芳広 垂水保貴 |                |
| 制作             |            | ニュージャパンフィルム |              | 東北新社          | 東北新社       |
| 解説             |            | 淀川長治               | 高島忠夫     | 水野晴郎          | 淀川長治       |

## 製作

### 企画

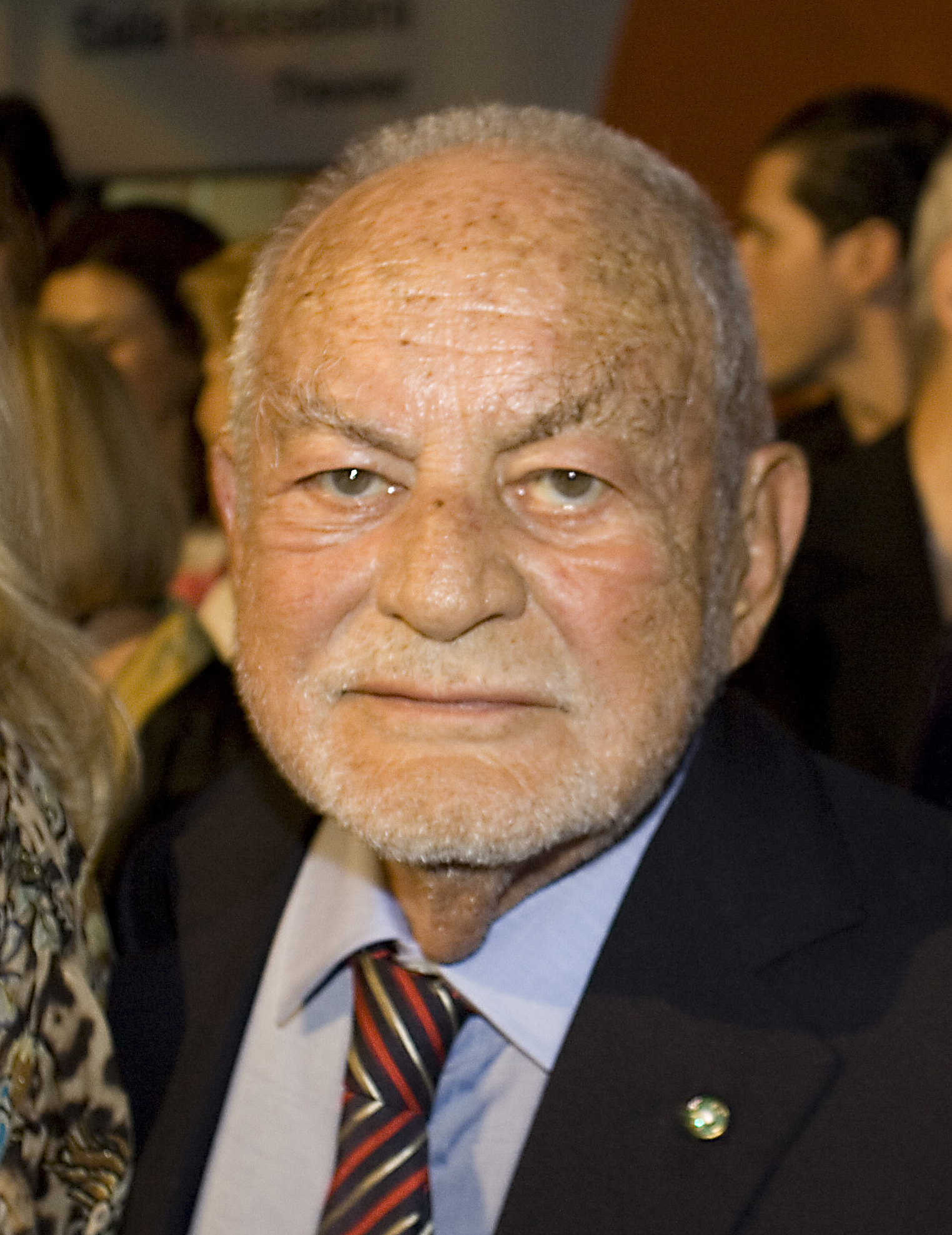
ディノ・デ・ラウレンティス

『キング・コング』のリメイク企画の発端については2つの説が存在する。第1の説は、1974年12月にABCの上級副社長マイケル・アイズナーがテレビ放送されたオリジナル版『キング・コング』を観てリメイクを思い付いたというものであり、この説ではアイズナーがパラマウント・ピクチャーズの会長兼任CEOバリー・ディラーに企画を提案し、ディラーがディノ・デ・ラウレンティスに製作を依頼したことになっている。第2の説はラウレンティスが毎朝娘を起こすために出入りしていた寝室に貼ってあるコングのポスターを見てリメイクを思い付いたというものであり、この説ではディラーからモンスター映画の製作を持ち掛けられた際にラウレンティスが『キング・コング』のリメイクを提案したことになっている。いずれの説にしても、2人はパラマウントが『キング・コング』の映画化権を取得した場合、北米での配給権を得る見返りに製作費の半分（1200万ドル）をパラマウントが負担することで暫定的に合意している。
ディラーとの合意後、ラウレンティスは友人でゼネラルタイヤ・RKOジェネラル社長のトーマス・F・オニールに連絡を取り、『キング・コング』の映画化権が取得可能なのか確認した。その後、ラウレンティスとパラマウント幹部フレデリック・サイドウォーターは半引退状態だったRKOジェネラルの弁護士ダニエル・オシェイとの間で興行収入のパーセンテージについての交渉を始めた。1975年5月6日にラウレンティスはRKOジェネラルに20万ドルと興行収入のパーセンテージを支払った。パラマウントとの契約締結後、ラウレンティスとサイドウォーターは海外配給会社との協議を始め、公開時期を1976年のクリスマスに決定した。

### 脚本

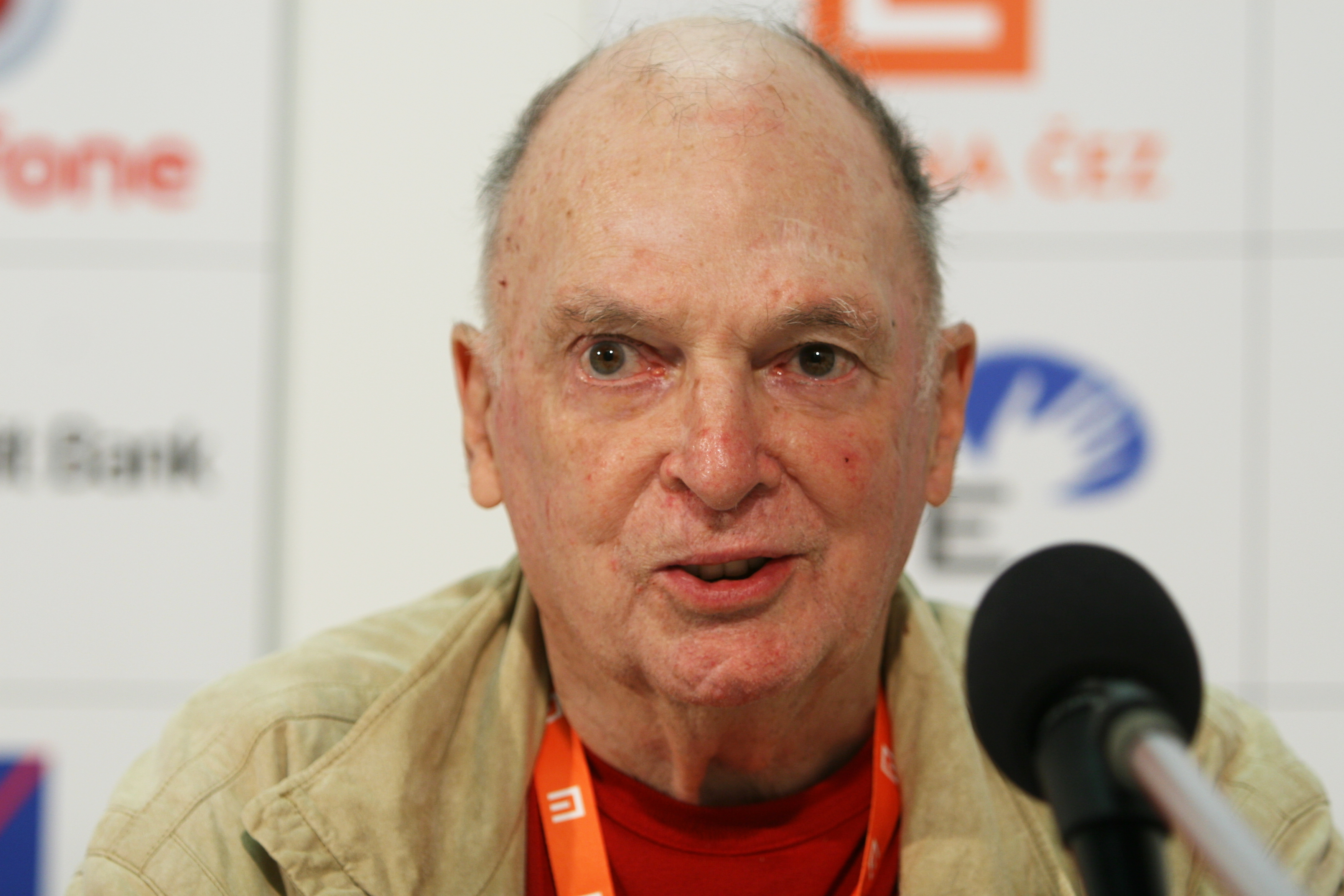
ロレンツォ・センプル・ジュニア

ラウレンティスは自身の製作会社をビバリーヒルズに移転し、『コンドル』の脚本を執筆中だったロレンツォ・センプル・ジュニアと面会した。センプル・ジュニアの仕事振りに感銘を受けたラウレンティスは『キングコング』の脚本執筆を依頼し、センプル・ジュニアは即座に快諾した。ラウレンティスは企画始動前の段階から、映画の舞台は現代に設定し、クライマックスシーンには開業したばかりの世界貿易センタービルを登場させることに決めていた。
センプル・ジュニアは観客の好みがオリジナル版の時代よりも洗練されてきたこともあり、現実的なトーンを保ちつつ観客が笑えるような皮肉なユーモアを脚本に盛り込むことを意識した。物語の雰囲気が決まったころ、センプル・ジュニアはオリジナル版の基本的なプロットや舞台はそのままに、その他の要素をアップデートして物語を作り直した。彼は1970年代に発生したオイルショックの要素と友人のジェリー・ブリックの意見を取り入れ、「石油会社ペトロックス社が髑髏島に未発見の油田を探しに行く」というプロットに変更した。初期案ではペトロックス社は「バチカン図書館に収蔵されている秘密文書の隠された地図から髑髏島の存在を知る」という設定になっていた。オリジナル版との大きな違いとして、コングと共に髑髏島に生息していた恐竜の存在を削除したことが挙げられる。これはコングとドワンのラブストーリーに注力していたという物語的な理由と、ラウレンティスがストップモーション・アニメーションを使用したくないという経済的な理由によるものだった。ただし、コングと戦う相手として巨大なボアコンストリクターが映画に登場している。
速筆家として知られるセンプル・ジュニアは数日で40ページの概要を書き上げ、1975年8月にラウレンティスに提出した。ラウレンティスは概要の大半については満足したものの、バチカン図書館のエピソードには不満を抱き削除を要求した。これにより、ペトロックス社が髑髏島の存在を知る経緯は「アメリカの偵察衛星が撮影した写真を入手する」という形に変更された。1か月後には140ページにわたる初稿を書き上げ、ここでオリジナル版のアン・ダロウに相当するヒロイン・ドワンの登場が盛り込まれた（当初設定された名前は「ドーン(Dawn)だったが、覚えやすい名前にするため「ドワン(Dwan)」に変更された）。その後、第2稿では110ページに内容が削減され、1975年12月に最終稿が完成した。

### キャスティング
製作総指揮のフェデリコ・デ・ラウレンティス（ディノの息子）は、ドワン役に当時新人だったメリル・ストリープを候補に挙げたが、父ラウレンティスからは「何故あんな醜い奴を連れてきた?」と言われ拒否されている。ストリープの他にはバーブラ・ストライサンドが候補に挙がったが、彼女は出演を辞退している。最終的にはジェシカ・ラングが起用されたが、彼女は当時ニューヨークで活動するファッションモデルで演技の経験は皆無だった。

### 撮影

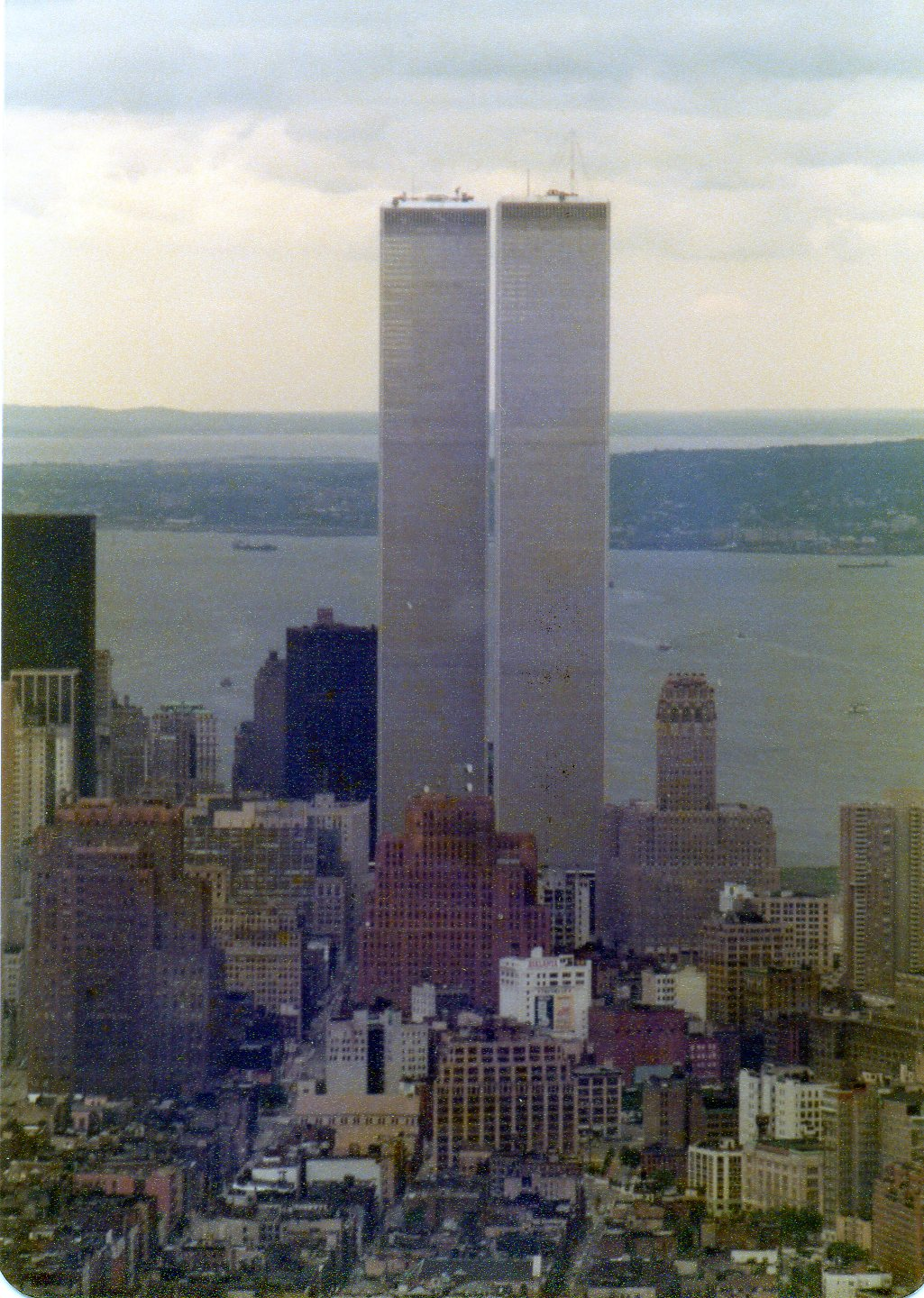
世界貿易センタービル（1977年撮影）

当初、ラウレンティスはロマン・ポランスキーに監督就任を打診していたが、彼は映画に興味を示さなかったため、ラウレンティスは『タワーリング・インフェルノ』の撮影を終えたばかりのジョン・ギラーミンに監督就任を打診した。ギラーミンが起用されるまではポランスキーの他にスティーヴン・スピルバーグ、ミロス・フォアマン、シドニー・ポラックが候補に挙がっていたが、いずれも断られている。ギラーミンは撮影現場で頻繁にキャスト・スタッフを怒鳴り散らしていたことが知られており、製作総指揮のフェデリコともキャスト・スタッフの面前で怒鳴り合っている。報道によると、この騒動を知ったラウレンティスはギラーミンに対して「キャスト・スタッフへの態度を改めなければクビにする」と言い放ったという。
リック・ベイカーはカルロ・ランバルディと共にコングのスーツをデザインしてスーツアクターも務めたが、完成したスーツを見て完成度の低さに絶望したという。彼は作中のコングの描写については撮影監督リチャード・H・クラインの技術の高さによるところが大きいと語っており、デザイン作業がスムーズに進んだのは機械式のコングマスク製作の時だけだったという。このコングマスクについても、ベイカーはランバルディと彼の技術チームの才能を高く評価している。ランバルディはコングの表情を豊かに描写するため、5種類のコングマスクを製作している。これは一つのマスクで様々な表情を表現するには複雑なケーブルや機械の設置が必要になるため、複数のマスクを製作する方が合理的だったためである。コングを演じたベイカーはコンタクトレンズを装着して目をゴリラのものに近付けた。コングマスクは高さ40フィート（12.2メートル）、重さ6.5トンで、50万ポンドの費用がかかった。しかし、コングマスクは期待された表情を出すことができず、完成されたフィルムでは15秒間ほどのシーンしか採用されなかった。
コングの最期のシーンを撮影する際には、舞台となった世界貿易センタービルに3万人以上のエキストラを集めて夜間に撮影が行われた。これに対し、ビルを管理するニューヨーク・ニュージャージー港湾公社は集まった人々の重みによって広場が倒壊する危険性を考えて撮影の中止を求めたが、中止要請が届いた時にはすでにコングの死体に集まる群衆シーンの撮影は終わっていた。数日後に最後のシーンを撮影するため再び世界貿易センタービルにエキストラが集まったが、エキストラは前回よりも少ない人数で撮影している。

### 音楽
映画音楽の作曲はジョン・バリーが手掛け、1976年にサウンドトラック・アルバムがLP盤で発売された。1998年にイタリアのレーベル・マスクから海賊版CDが発売され、2005年にはフィルム・スコア・マンスリーから正規ライセンスを得て再発売された。2012年10月2日にはフィルム・スコア・マンスリーから2枚組のコンプリート・スコアが発売された。1枚目にはリマスターされたコンプリート・スコア、2枚目にはリマスターされたオリジナル・スコアと様々な別テイク版が収録されている。

## 評価

### 興行収入
『キングコング』は興行的に大きな成功を収め、パラマウントは製作費の3倍以上の収益を得た。バラエティ誌が選ぶ1977年の国内（アメリカ・カナダ）興行成績第5位にランクインした。『キングコング』は世界1500劇場で公開され、10日間で2600万ドルの興行収入を記録した。アメリカでは初登場第1位となり、公開週末の興行収入は702万3,921ドルとなり、当時のパラマウント作品の歴代記録を更新し、1976年12月のオープニング記録を樹立した。北米興行収入は5200万ドル、海外興行収入は9000万ドルを超えた。1976年の国内興行成績は第4位、海外興行成績は第3位にランクインしている。

### 批評
『キングコング』は混合的な評価がされている。Rotten Tomatoesには43件の批評が寄せられ支持率53%、平均評価5/10となっており、「『キングコング』はオリジナル版よりも大幅に映像がアップグレードしているが、その他のほぼ全ての部分でクラシックな前作に遠く及ばない」と批評されている。
ザ・ニューヨーカーのポーリン・ケイルは「映画はロマンティックな冒険ファンタジーであり、壮大で不合理で感動的な素晴らしいクラシック・コミック映画です（そして、家族全員で楽しめます）。この新しい『キングコング』は1933年公開の初代『キング・コング』の魔法のような原始的イメージはなく、ギュスターヴ・ドレの寓話的な雰囲気もないが、より幸せで生き生きとしたエンターテインメントです。初代『キング・コング』はスタント映画として畏怖の念を与えようとし、その淫靡な下地にはカーニバルのような商業主義があり、ちょっとした気持ち悪さを感じさせます。この新しい『キングコング』はホラー映画ではなく、不条理なラブストーリーになっています」と批評している。タイム誌のリチャード・シッケルは「特殊効果は素晴らしく、ユーモアのある脚本は過剰なわざとらしさがなく漫画チックであり、2人の素晴らしい演技（チャールズ・グローディンとコング）も見れます」と批評している。バラエティ誌のアーサー・D・マーフィーは「この映画は短い映画史の中で最も成功したリメイク作品の一つです。1933年にRKOが製作した名作の文字だけでなく、精神的にも忠実に再現されており、この新しいバージョンでは素晴らしい特殊効果と堅実なドラマの信頼性が見事に調和しています」と批評している。
ニューヨーク・タイムズのヴィンセント・キャンビーは「無難でシンプルな楽しさに加え、歩くことができ、愛撫のジェスチャーができてよく笑う体長40フィートの猿の製作を依頼された特殊効果チームの仕事振りを見事に見せてくれた」と批評している。また、ジェフ・ブリッジスとチャールズ・グローディンの演技、コングの特殊効果については高く評価しているが、クライマックスの舞台をエンパイア・ステート・ビルディングから世界貿易センタービルに変更したことは批判している。ロサンゼルス・タイムズのチャールズ・チャンプリンは「壮大なスケールにもかかわらず、『美女と野獣』の物語が持つ本質的でシンプルな魅力を維持している」と批評している。シカゴ・トリビューンのジーン・シスケルは2.5/4の星を与え、「オリジナル版の『キング・コング』は真剣に取り組んでいた。43年後の現在も我々はそうしている。しかし、新作のふざけ合いはしばしば面白いものの、特殊効果スタッフが築こうとした神話をノックダウンさせた」と批評している。マンスリー・フィルム・バレッティンのジョナサン・ローゼンバウムは「冗談半分、真面目半分の現代的な"読み物"としてはそれなりに上手くいっているが、ホラーやファンタジー、アドベンチャーの達成度としては、オリジナル版の小指ほども及ばない」と批評している。
『キングコング』はジェシカ・ラングの女優デビュー作となったが、マーシャル・ファインによると「キャリアを破壊しかねない」ような批評が彼女には寄せられたという。彼女はゴールデングローブ賞 新人女優賞を受賞したものの、その後3年間は映画に出演せず演技レッスンに専念することになった。

### 受賞・ノミネート
| 映画賞                     | 部門                   | 対象                                                                                  | 結果       | 出典   |
| -------------------------- | ---------------------- | ------------------------------------------------------------------------------------- | ---------- | ------ |
| 第49回アカデミー賞         | 特別業績賞（視覚効果） | カルロ・ランバルディ、グレン・ロビンソン (VFX)、フランク・ヴァン・ダー・ヴィア        | 受賞       | [ 47 ] |
| 第49回アカデミー賞         | 撮影賞                 | リチャード・H・クライン                                                               | ノミネート | [ 47 ] |
| 第49回アカデミー賞         | 録音賞                 | ハリー・W・テトリック、ウィリアム・マッコーイ、アーロン・ローチン、ジャック・ソロモン | ノミネート | [ 47 ] |
| 第34回ゴールデングローブ賞 | 新人女優賞             | ジェシカ・ラング                                                                      | 受賞       | [ 48 ] |

## テレビ放送

### アメリカ放送
『キングコング』のテレビ放送権はNBCが取得した。同社はラウレンティスに5年間に2回テレビ放送する権利として1950万ドルを支払ったが、これは当時の放送局がテレビ放送権として支払った金額として過去最高額だった。1978年9月に2夜連続放送された際には45分間の追加映像が挿入され、音楽の追加や差し替えも行われた。また、ファミリー層の視聴率確保のため暴力的・性的なシーンのカット、暴言や卑猥な言葉などを言うシーンのカットも行われた。

### 日本地上波放送履歴
| 回数  | テレビ局   | 番組名             | 放送日         | 吹替版         |
| ----- | ---------- | ------------------ | -------------- | -------------- |
| 初回  | テレビ朝日 | 日曜洋画劇場       | 1979年2月4日   | テレビ朝日旧版 |
| 2回目 | フジテレビ | ゴールデン洋画劇場 | 1980年8月8日   | フジテレビ版   |
| 3回目 | TBS        | 月曜ロードショー   | 1982年5月31日  | 不明           |
| 4回目 | テレビ朝日 | 日曜洋画劇場       | 1986年12月7日  | テレビ朝日旧版 |
| 5回目 | 日本テレビ | 金曜ロードショー   | 1992年1月24日  | 日本テレビ版   |
| 6回目 | テレビ朝日 | 日曜洋画劇場       | 1998年8月16日  | テレビ朝日新版 |
| 7回目 | テレビ東京 | 午後のロードショー | 2004年12月28日 | テレビ朝日新版 |

## ユニバーサルとの訴訟
マイケル・アイズナーはバリー・ディラーにリメイク企画を持ち込む前にMCA・ユニバーサル・スタジオのCEO兼社長シドニー・シャインバーグにも企画について話していた。その直後、ユニバーサルは『大地震』で採用したセンサラウンドを用いてコングの咆哮音を表現できると考え、リメイク権の購入を決定した。1975年4月5日にRKOジェネラルの弁護士ダニエル・オシェイはアーノルド・スタイン（MCA・ユニバーサル弁護士）とラウレンティス、サイドウォーターとリメイク権交渉の約束をしたが、この時点で両社ともリメイク権を巡って競合スタジオが存在することは把握していなかった。オシェイはリメイク権価格を15万ドルに設定していたが、スタインは20万ドルと映画の純利益5%という条件を提示した。これに対し、ラウレンティスは20万ドルと興行収入の3%、さらに製作費の2.5倍を回収した場合は10%を支払うという条件を提示し、5月にリメイク権を取得した。
パラマウントがリメイク権を取得した後、シャインバーグは「正式な書類にサインはしていないが、オシェイは口頭でユニバーサルの申し入れを受け入れていた」と主張した。オシェイはこれに対して「私は書面でも口頭でもいかなる契約も交わしていません……合意したとは言っていないし、そのような発言もしていません……私が権限を持っているとも言っていません……私はRKOの従業員でも代理人でも役員でもありません」と反論している。数日後、ユニバーサルはラウレンティスとRKOジェネラルに対して契約違反、詐欺、取引関係に対する不法行為的干渉により2500万ドルの損害賠償を求める訴訟をロサンゼルス郡高等裁判所に起こした。この時点でユニバーサルはハント・ストロンバーグ・ジュニアをプロデューサー、ジョセフ・サージェントを監督に起用した独自のリメイク企画のプリプロダクションを進めており、10月には物語の「基本的要素」はパブリックドメインに当たるとして連邦地方裁判所に提訴した。同社の主張によると、このリメイク企画はエドガー・ウォーレスの2部作のシリアライズとオリジナル版の公開直前に出版されたデロス・W・ラヴレスの小説を原作にしていた。
1975年11月5日、ユニバーサルはボー・ゴールドマンを脚本家に迎えたリメイク映画『The Legend of King Kong』の製作開始を発表した。これに対し、同月20日にRKOジェネラルは『The Legend of King Kong』の製作が著作権侵害に当たるとして、500万ドルの損害賠償を求めて訴訟を起こした。12月4日にはRKOジェネラルに続き、ラウレンティスも同作が著作権侵害と不正競争に当たるとして、9000万ドルの損害賠償を求めて訴訟を起こしている。この対立は1976年1月に両社が互いの訴訟を取り下げることで合意して終了した。ユニバーサルは『The Legend of King Kong』の製作を中止したが、「ラウレンティス版リメイク映画の18か月後に公開する」という条件で独自のリメイク版製作権を確保した。9月には連邦判事がラヴレスの小説がパブリックドメインになったことを確認し、ユニバーサルにリメイク版の製作を許可した。リメイク権を得たユニバーサルは、29年後の2005年にピーター・ジャクソンを監督に迎えてリメイク版『キング・コング』を製作している。